# Dicranota profunda
Dicranota (Rhaphidolabis) profunda là một loài ruồi trong họ Pediciidae. Chúng phân bố ở vùng sinh thái Palearctic.